# Soup for One (singolo)
Soup for One è un singolo del gruppo musicale statunitense Chic, pubblicato nel 1982 come primo estratto dalla colonna sonora omonima.

## Altri utilizzi
Un sample del brano è stato utilizzato nel singolo Lady (Hear Me Tonight) dei Modjo del 2000.